# Xyalidae
Xyalidae zijn een familie van rondwormen (Nematoda).

## Taxonomie
De volgende geslachten worden bij de familie ingedeeld:
- Ammotheristus Lorenzen, 1977
- Amphimonhystera Allgén, 1929
- Amphimonhystrella Timm, 1961
- Cienfuegia Armenteros, Vincx & Decraemer, 2009
- Cobbia de Man, 1907
- Corononema Nicholas & Stewart, 1995
- Dactylaimoides Blome, 2002
- Daptonema Cobb, 1920
- Echinotheristus Thun & Riemann, 1967
- Elzalia Gerlach, 1957
- Enchonema Bussau, 1993
- Filipjeva Ditlevsen, 1928
- Gnomoxyala Lorenzen, 1977
- Gonionchus Cobb, 1920
- Guitartia Armenteros, 2010
- Gullanema Nicholas & Stewart, 1995
- Hofmaenneria Gerlach & Meyl, 1957
- Lamyronema Leduc, 2015
- Linhystera Juario, 1974
- Manganonema Bussau, 1993
- Marisalbinema Tchesunov, 1990
- Metadesmolaimus Schuurmans Stekhoven, 1935
- Omicronema Cobb, 1920
- Paragnomoxyala Jiang & Huang, 2015
- Paragonionchus Blome, 2002
- Paramonohystera Steiner, 1916
- Paramphimonhystrella Huang & Zhang, 2006
- Parelzalia Tchesunov, 1990
- Promonhystera Wieser, 1956
- Prorhynchonema Gourbault, 1982
- Pseudechinotheristus Blome, 2002
- Pseudelzalia Yu & Xu, 2015
- Pseudosteineria Wieser, 1956
- Retrotheristus Lorenzen, 1977
- Rhynchonema Cobb, 1920
- Robustnema Nicholas, 1996
- Scaptrella Cobb, 1917
- Sphaerotheristus Timm, 1968
- Spiramphinema Wieser, 1956
- Steineria Micoletzky, 1922
- Stylotheristus Lorenzen, 1977
- Theristus Bastian, 1865
- Valvaelaimus Lorenzen, 1977
- Xenolaimus Cobb, 1920
- Xyala Cobb, 1920
- Zygonemella Cobb, 1920

### Taxon inquirendum
- Cenolaimus Cobb, 1933
- Dactylaimus Cobb, 1920
- Litotes Cobb, 1920
- Longilaimus Allgén, 1958
- Wieserius Chitwood & Murphy, 1964

### Nomen dubium
- Buccolaimus Allgén, 1959
- Pulchranemella N. Cobb, 1933

### Nomen nudum
- Capsula Bussau, 1993

### Synoniemen
- Amphimonohystera => Amphimonhystera Allgén, 1929
- Amphimonohystrella => Amphimonhystrella Timm, 1961
- Cylindrotheristus De Coninck, 1965 => Daptonema Cobb, 1920
- Hoffmaenneria Schneider, 1940 => Hofmaenneria Gerlach & Meyl, 1957
- Megalamphis Timm, 1961 => Megalamphis De Coninck, 1965
- Mesotheristus Chitwood & Murphy, 1964 => Daptonema Cobb, 1920
- Paramonhystera Steiner, 1916 => Paramonohystera Steiner, 1916
- Penzancia de Man, 1889 => Theristus Bastian, 1865
- Pseudosteinieria => Pseudosteineria Wieser, 1956
- Pseudotheristus Chitwood & Murphy, 1964 => Daptonema Cobb, 1920
- Spirotheristus Gerlach & Riemann, 1973 => Daptonema Cobb, 1920
- Trichotheristus Wieser, 1956 => Daptonema Cobb, 1920 (Tchesunov, 1990 and Aryuthaka & Kito, 2018)